# Балкели, Джон Дункан
Джон Дункан Балкели (19 августа 1911, Нью-Йорк, штат Нью-Йорк, США — 6 апреля 1996, Силвер-Спринг, штат Мэриленд, США) — вице-адмирал ВМС США. Один из наиболее награждённых морских офицеров ВМС. Он был капитаном торпедного катера, на котором генерала Макартура, его семью и свиту эвакуировали с Батаана на Коррехидор. Командовал в битве у Ла Чиота.

## Биография
Родился в Нью-Йорк-сити и вырос на ферме в Хекетстоуне, штат Нью-Джерси, где окончил местную хай-скул. Он окончил Военно-морскую академию США в 1933 году.
В декабре 1936 года Балкели получил назначение техническим офицером на борт канонерки USS Sacramento (PG-19), находившейся в Китае в составе Азиатского флота США. Там он стал свидетелем японского вторжения в китайские города Шаньтоу и Шанхай а также потопления канонерки USS Panay (PR-5) японской авиацией в ходе японо-китайской войны.
В начале второй мировой войны лейтенант Балкели командовал третьим отрядом торпедных катеров, это подразделение находилось на Филиппинах и состояло из шести торпедных катеров. Балкели добился успехов как находчивый и смелый командир. Он принял на борт катеров своего отряда (PT-41 и других 77-футовых (23 метровых) катеров) генерала Дугласа Макартура, его семью и штаб, получивший приказ покинуть Филиппины и совершил 600-мильный поход по открытому морю. По прибытии в Минаданао Макартур заявил: «Вы вызволили меня из пасти смерти и я никогда этого не забуду». В ходе дальнейшей службы на своей и другой эскадре Балкели заслужил большую часть своих наград. В последние дни филиппинской кампании он был эвакуирован в Австралию на борту самолёта В-17.
В сентябре 1942 года, находясь в Штатах, он в звании лейтенанта-коммандера участвовал в кампании по сбору военных облигаций. В это время он встретился с бывшим американским послом в Великобритании Джозефом Кеннеди в нью-йоркском отеле Plaza, и вскоре после этого способствовал принятию его сына лейтенанта Джона Ф. Кеннеди в учебный центр торпедных катеров (MTBTC) в г. Мелвилль, штат Род-Айленд. Героическая служба Кеннеди на посту капитана катера PT-109 благоприятствовала его первой кампании в Конгресс США.
В 1944 году Балкели принял участие в высадке в Нормандию. Балкели возглавлял торпедные катера и минные тральщики, расчищавшие подходы к сектору Юта-бич, и удерживал германские Е-катера от нападений на десантные корабли вдоль линии Мейсона. Также он подбирал раненых моряков с тонущих кораблей: минного тральщика USS Tide (AM-125), эскортного эсминца USS Rich (DE-695) и эсминца USS Corry (DD-463). Когда десантные операции завершились, Балкели получил под своё командование свой первый большой корабль USS Endicott (DD-495). В августе 1944 года Балкели возглавил диверсионный рейд на порт Ла-Сьота, что вылилось в сражение. Две британские канонерки, находившиеся под его командованием, попали под точный обстрел с германского корвета и вооружённой яхты. Располагая всего лишь одним исправным орудием он вступил в бой с двумя вражескими кораблями на близкой дистанции и потопил их оба. После боя Балкели спасал британских моряков из моря а также спас немало германских моряков. Позднее он заметил:

«А что ещё я мог сделать? Вы вступаете в бой, вы сражаетесь, вы побеждаете. Такова репутация нашего флота сейчас и в будущем.»
Оригинальный текст (англ.)
"What else could I do? You engage, you fight, you win. That is the reputation of our Navy, then and in the future."

В 1952 году в ходе Корейской войны Балкели командовал 132-й дивизией эсминцев. После войны он возглавил штаб 5-й дивизии крейсеров.
В начале 1960-х Балкели командовал базой Кларксвилль, штат Теннесси, затем командовал тремя службами под эгидой Агентства по поддержке атомной обороны. Балкели проверял бдительность морпехов, охранявших базу надев костюм ниндзя, вычернив лицо и пытаясь проникнуть в запретную зону под покровом темноты избежав обнаружения. Это было опасным, поскольку оружие морских пехотинцев было заряжённым. Балкели всегда пользовался популярностью у своих людей уважавших и восхищавшихся им. Он ездил вокруг базы на спортивном автомобиле — красном Триумфе TR3, с большим торпедным РТ-катером, изображённым на орнаменте.
Президент Джон Ф. Кеннеди, командовавший в годы войны катером PT-109, произвёл Балкели в контр-адмиралы, после чего он возглавил военно-морскую базу в Гуантанамо на Кубе, где ему пришлось столкнуться с угрозами кубинцев перерезать водоснабжение базы в связи со вторжением в заливе Свиней и с другими нападками, в связи с чем пришлось устанавливать опреснительное оборудование для автономности базы.
Балкели ушёл с действительной службы в 1975 году, но остался на службе в статусе отставника, как глава военно-морского управления инспекций и надзора (INSURV) в задачу которого входили осмотры кораблей перед их вводом в строй . Балкели ушёл в отставку со флота в 1988 году после 55 лет службы.
Балкели умер 6 апреля 1996 года у себя дома в Сильвер-Спринг, штат Мэриленд в возрасте 84 лет и был погребён с полными военными почестями на Арлингтонском национальном кладбище.

## Награды
Балкели удостоился следующих наград:
|                                       |                                                                                      |                                                                               |
|                                       |                                                                                      |                                                                               |
|                                       | Бронзовый пучок дубовых листьев                                                      | Золотая звезда повторного награждения · Золотая звезда повторного награждения |
| Золотая звезда повторного награждения | Золотая звезда повторного награждения                                                | Золотая звезда повторного награждения                                         |
|                                       | Золотая звезда повторного награждения · Золотая звезда повторного награждения        |                                                                               |
| Бронзовый пучок дубовых листьев       |                                                                                      | Бронзовая звезда за службу                                                    |
|                                       | Бронзовая звезда за службу · Бронзовая звезда за службу · Бронзовая звезда за службу | Бронзовая звезда за службу · Бронзовая звезда за службу                       |
|                                       | Бронзовая звезда за службу                                                           |                                                                               |
|                                       | Серебряная звезда за службу                                                          |                                                                               |
|                                       |                                                                                      |                                                                               |
|                                       |                                                                                      |                                                                               |

| Surface Warfare Officer Insignia                                                   |                                                                                                  | |
| Медаль Почёта                                                                      |                                                                                                  | |
| Военно-морской крест                                                               | Крест «За выдающиеся заслуги» с одним бронзовым дубовым листом                                   | Военно-морская медаль «За выдающуюся службу» с двумя 5⁄16-дюймовыми золотыми звёздами повторного награждения |
| Серебряная звезда с одной 5⁄16-дюймовой золотой звездой повторного награждения     | Орден «Легион почёта» с литерой «V» и одной 5⁄16-дюймовой золотой звездой повторного награждения | Пурпурное сердце с одной 5⁄16-дюймовой золотой звездой повторного награждения                                |
| Похвальная медаль Объединённого командования                                       | Боевая ленточка с двумя 5⁄16-дюймовыми золотыми звёздами повторного награждения                  | Президентская благодарность подразделению (ВМС)                                                              |
| Президентская благодарность подразделению (армия) с одним бронзовым дубовым листом | Медаль «За службу в Китае»                                                                       | Медаль «За защиту Америки» с военно-морской пряжкой и 3/16 дюймовой бронзовой звездой                        |
| Медаль «За Американскую кампанию»                                                  | Медаль «За Азиатско-тихоокеанскую кампанию» с тремя 3/16 дюймовыми бронзовыми звёздами           | Медаль «За Европейско-африканско-ближневосточную кампанию» с двумя 3/16 дюймовыми бронзовыми звёздами        |
| Медаль Победы во Второй мировой войне                                              | Медаль «За службу национальной обороне» с 3/16 дюймовой бронзовой звездой                        | Медаль «За службу в Корее»                                                                                   |
| Navy and Marine Corps Overseas Service Ribbon                                      | Distinguished Conduct Star с серебряной звездой (Филиппины)                                      | Военный крест с пальмовым листом (Франция)                                                                   |
| Благодарность президента Республики Корея                                          | Philippine Defense Medal                                                                         | Медаль «За службу ООН в Корее»                                                                               |
| Медаль «За службу на Корейской войне»                                              | Navy Expert Rifleman Medal                                                                       | Navy Expert Pistol Shot Medal                                                                                |

### Наградная запись к медали Почёта

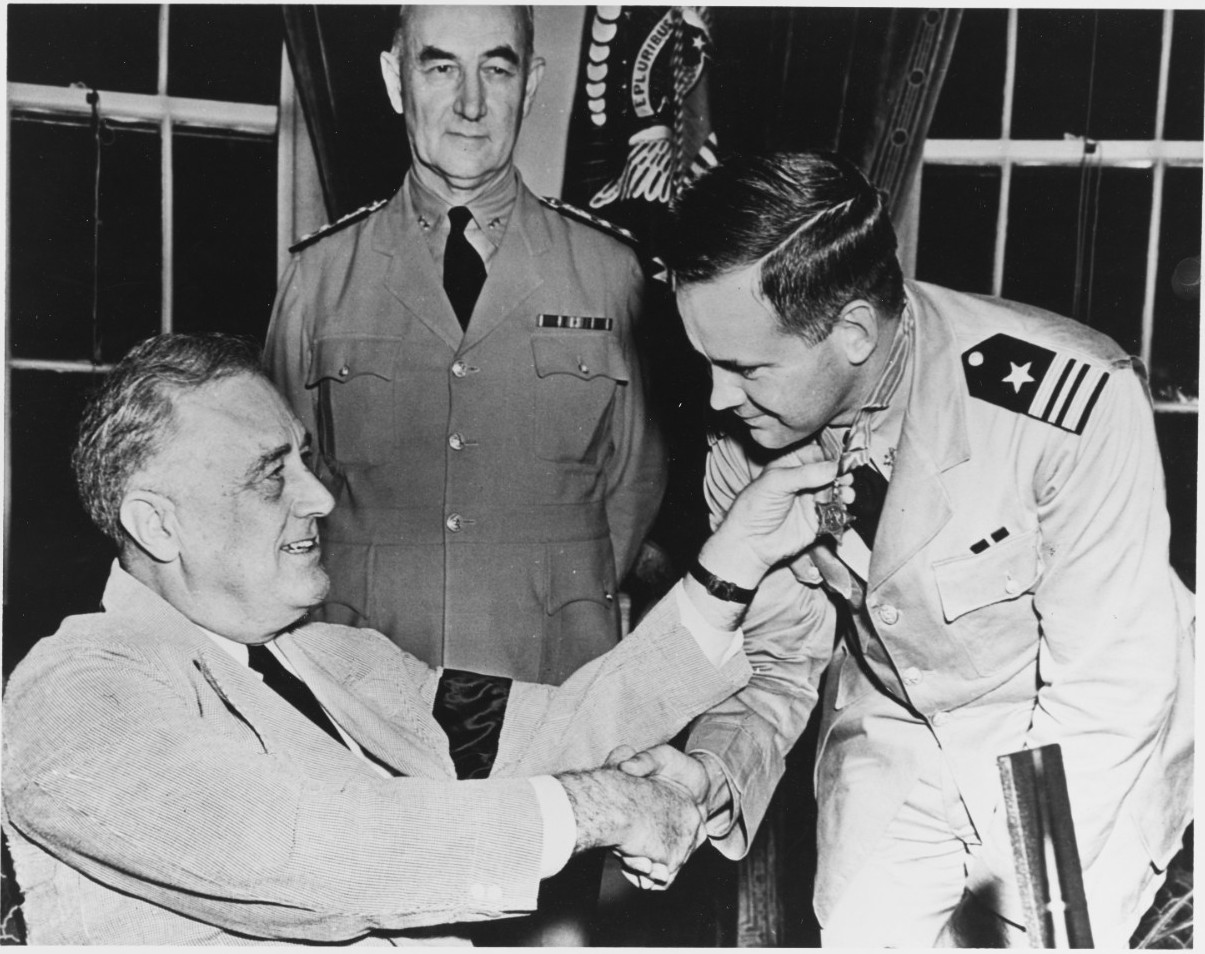
Балкели (справа) получает медаль Почёта из рук президента Франклина Рузвельта (слева), рядом стоит адмирал Уильям Леги, 1942 год.

За необычайный героизм, выдающуюся службу и выдающуюся храбрость при выполнении и перевыполнении долга службы на посту командира третьей эскадры торпедных катеров в филиппинских водах с 7 декабря 1941 по 10 апреля 1942 года. Выдающимся достижением командований лейтенанта -коммандера Балкели являлось повреждение или уничтожение заметного количества вражеских японских самолётов, надводных боевых и торговых судов и рассеяние десантных отрядов и наземных вражеских сил в течение 4 месяцев и 8 дней операций без осуществления ремонтов, ревизий, технического обслуживания [катеров] эскадры, полагается, что это является беспримерным для этого типа войны. Его динамичная сила и смелость в наступательных действиях, его блестяще спланированные и умело выполненные атаки, дополненные уникальной находчивостью и изобретательностью, характеризуют его как выдающегося командира и храброго и бесстрашного моряка. Эти качества вместе с полным пренебрежением к собственного безопасности приносят великую честь ему и военно-морской службе.
Оригинальный текст (англ.)
For extraordinary heroism, distinguished service, and conspicuous gallantry above and beyond the call of duty as commander of Motor Torpedo Boat Squadron 3, in Philippine waters during the period 7 December 1941 to 10 April 1942. The remarkable achievement of LCDR Bulkeley's command in damaging or destroying a notable number of Japanese enemy planes, surface combatant and merchant ships, and in dispersing landing parties and land-based enemy forces during the 4 months and 8 days of operation without benefit of repairs, overhaul, or maintenance facilities for his squadron, is believed to be without precedent in this type of warfare. His dynamic forcefulness and daring in offensive action, his brilliantly planned and skillfully executed attacks, supplemented by a unique resourcefulness and ingenuity, characterize him as an outstanding leader of men and a gallant and intrepid seaman. These qualities coupled with a complete disregard for his own personal safety reflect great credit upon him and the Naval Service
— 

## Память
Трасса 57 в посёлке Мэнсфильд округа Уоррен штат Нью-Джерси названа в честь адмирала Джона Д. Балкели. 
```
Командование ВМС США назвало в его честь 
ракетный эсминец
 
типа «Арли Бёрк»
 (
USS Bulkeley (DDG-84)
), вступивший в строй в 2001 году.
```

Штабное здание на военно-морской базе Гуантанамо названо Балкели-холл. Также в его честь названо место для расквартирования матросов (Балкели-кэмп).

## В культуре
Роберт Монтгомери сыграл роль командира эскадры торпедных катеров лейтенанта Брикли образом для которой послужил Балкели в фильме 1945 года «Они были незаменимыми».
В фильме 1977 года «Макартур» роль Балкели сыграл Уильям Уэлман-младший в эпизоде эвакуации Макартура и его семьи с Коррехидора.